# Fekete Zoltán (labdarúgó)
Fekete Zoltán (Budapest, 1973. január 22.– ) labdarúgó. Az EMDSZ SCL első NB I-es csapatának középpályása. 

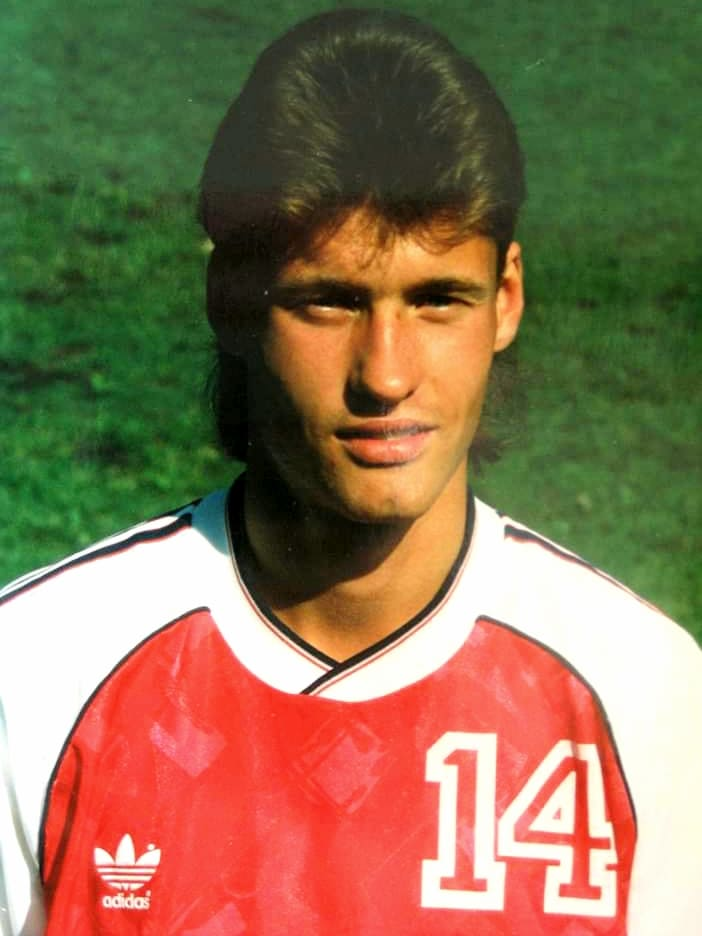
Fekete Zoltán

## Pályafutása
Labdarúgóként bal oldali középpályást játszott, pályafutását a BVSC-ben kezdte. Az EMDSZ SLC csapatában lépett először pályára a magyar élvonalban. Juniorként már a Budapest Honvéd csapatával is.
|        | Mérkőzések | Gól |
| ------ | ---------- | --- |
| NB I   | 1          | 0   |
| NB II  | 71         | 2   |
| NB III | 15         | 0   |

| Születési dátum: | 1973. január 22. |
| ---------------- | ---------------- |
| Születési hely:  | Budapest         |
| Magasság:        | 181 cm           |
| Pozíció:         | középpályás      |